# Pascal Arimont
Pascal Arimont (ur. 25 września 1974 w Sankt Vith) – belgijski polityk i prawnik z wspólnoty niemieckojęzycznej Belgii, działacz Partii Chrześcijańsko-Społecznej, poseł do parlamentu regionalnego, deputowany do Parlamentu Europejskiego VIII, IX i X kadencji.

## Życiorys
Ukończył filologię klasyczną na Uniwersytecie w Liège, uzyskał magisterium z europeistyki na RWTH Aachen. Studiował także prawo na francuskojęzycznych uczelniach (Université Libre de Bruxelles i UCL). Był asystentem eurodeputowanego Mathieu Groscha, później pracował w zawodzie prawnika, od 2006 jako partner w kancelarii prawniczej.
Zaangażował się w działalność Partii Chrześcijańsko-Społecznej. W latach 2006–2009 był radnym rady prowincji Liège. W 2009 wybrany do parlamentu wspólnoty niemieckojęzycznej, stanął na czele frakcji deputowanych CSP. W 2013 nominowany na kandydata partii w wyborach europejskich w 2014 (w miejsce Mathieu Groscha, który zrezygnował z ubiegania się o piątą z rzędu kadencję), uzyskując w głosowaniu z 25 maja 2014 mandat eurodeputowanego VIII kadencji.
W 2015 został nowym przewodniczącym Partii Chrześcijańsko-Społecznej, którą kierował do 2020. Z powodzeniem ubiegał się o reelekcję do Europarlamentu w 2019 i 2024.